# Winseler
Winseler é uma comuna do Luxemburgo, pertence ao distrito de Diekirch e ao cantão de Wiltz.

## Demografia
Dados do censo de 15 de fevereiro de 2001:
- população total: 862
  - homens: 415
  - mulheres: 447

- densidade: 28,34 hab./km²
- distribuição por nacionalidade:

| Nacionalidade  | População | %      |
| -------------- | --------- | ------ |
| luxemburgueses | 585       | 67,87% |
| estrangeiros   | 277       | 32,13% |
| - portugueses  | 37        | 4,29%  |
| - franceses    | 16        | 1,86%  |
| - italianos    | 6         | 0,70%  |
| - belgas       | 146       | 16,94% |
| - alemães      | 8         | 0,93%  |
| - iuguslavos   | 30        | 3,48%  |
| - outros       | 34        | 3,94%  |

- Crescimento populacional:

| Ano        | População |
| ---------- | --------- |
| 15/02/2001 | 862       |
| 01/01/2002 | 869       |
| 01/01/2003 | 908       |
| 01/01/2004 | 981       |
| 01/01/2005 | 1.027     |